# Dom zu Karlstad

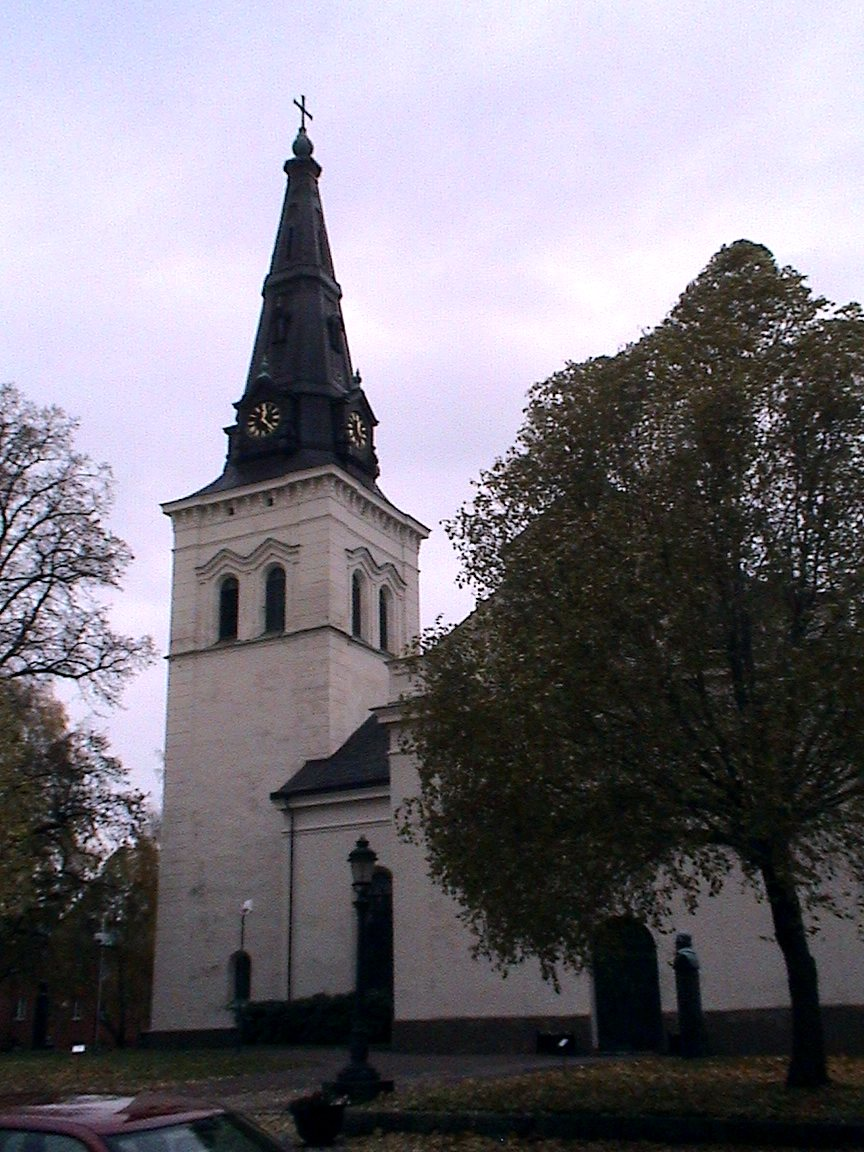
Der Dom zu Karlstad von Süden

Der Dom zu Karlstad (schwedisch: Karlstads domkyrka) ist eine Kathedrale in der schwedischen Stadt Karlstad. Die Bischofskirche des Bistums Karlstad liegt inmitten der Stadt auf dem Lagberget auf Tingvallaön, nur 100 Meter vom Alten Markt entfernt.
Lagberget (von Lagberg: „Berg des Gesetzes“) diente im Mittelalter als Versammlungsplatz; die Kirche ist heute weithin sichtbar, auch von der Autobahn-Brücke der Europastraße 18 über den Fluss Klarälven, die etwa fünf Kilometer nördlich von der Kirche verläuft.

## Vorgängerbauten

### Die erste Kirche
Auf Tingvallaön gab es mit Sicherheit seit dem 14. Jahrhundert eine Kirche. Tingvallaön ist eine Insel im Delta des Klärälvens, hier stand Karlstad Vorgänger Tingvalla und von hier aus wurde die Stadt seit dem Mittelalter erweitert, es ist heute die Stadtmitte. Diese erste Kirche befand sich dort, wo heute das stadshotellet (Stadthotel) steht. Sie wurde ursprünglich Tingvalla kyrka „Kirche Tingvalla“ genannt. Wie sie ausgesehen hat, ist nicht überliefert. Die Kirche brannte wie auch die übrige Stadt im Jahr 1616 ab.

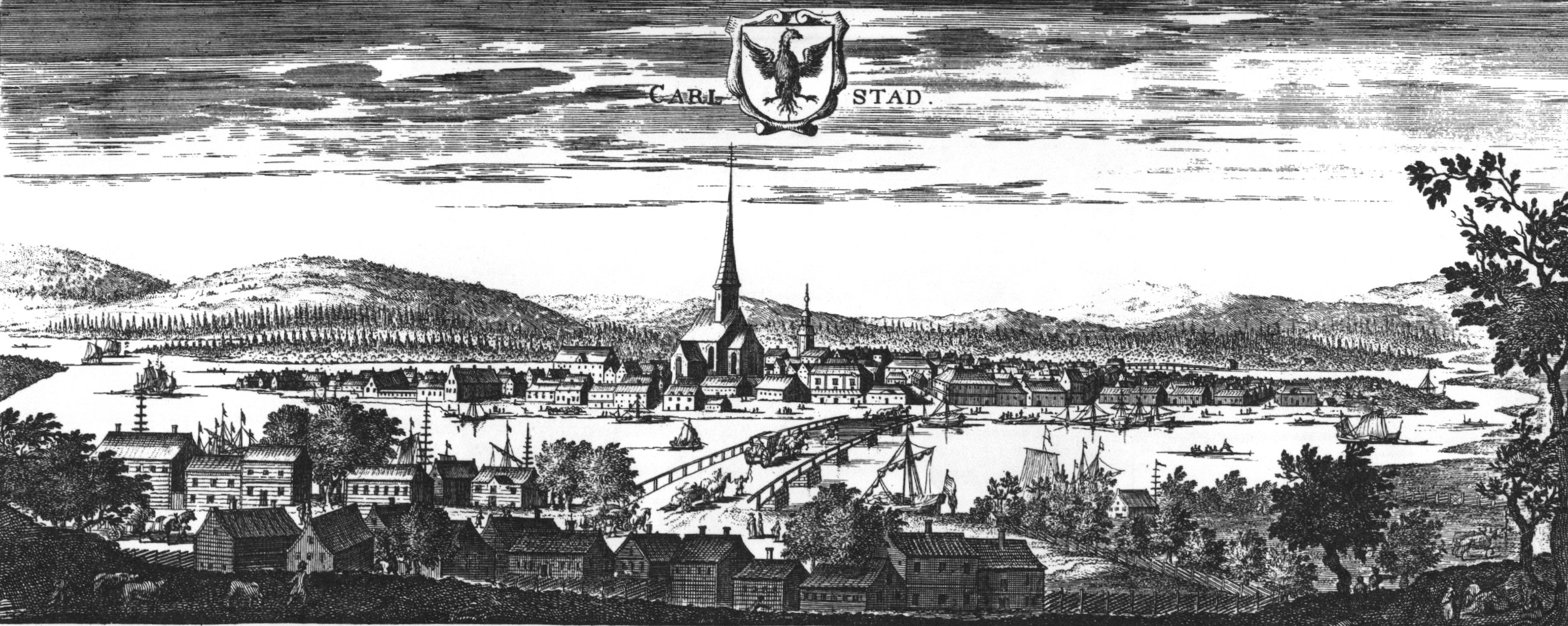
Karlstad im 17. Jahrhundert

### Die zweite Kirche
An der gleichen Stelle wurde eine neue Kirche erbaut. Sie besaß einen Dachreiter mit einer hohen Turmspitze. Im Jahr 1647 wurde die Kirche zur Domkirche erklärt, als Königin Christina Karlstad zum Bischofssitz (stiftsstad) machte. In einem Kupferstich von Karlstad aus dem 17. Jahrhundert im Suecia antiqua et hodierna ist die Kirche dargestellt.
Diese zweite Kirche brannte 1719 ab. Einige Einrichtungsgegenstände konnten gerettet werden. Ein Kronleuchter von 1642 hängt heute im nördlichen Kreuzarm des Doms, ein anderer von 1703 hängt im nördlichen Teil des westlichen Kreuzarms. Auch das Kirchensilber blieb erhalten, eine Oblatenschachtel des Meisters JF Straub aus Karlstad und ein Abendmahlskelch sowie eine Patene von 1704, überarbeitet 1804 von W. Smedberg.
Im zweiten Obergeschoss des heutigen Turmes werden ein paar Engel verwahrt, sie sind aus Holz gefertigt und stammen aus der ersten Kirche, vermutlich dienten sie der Zierde. Diese Engel haben ihre ursprüngliche Bemalung verloren, nur noch das Holz ist sichtbar.
Nicht mehr verwendet wird ein aus der alten Kirche stammendes, mit goldenen Blumen besticktes liturgisches Gewand (korkåpa) von 1705. Es war eine Gabe an Bischof JL Arnell.

## Der heutige Dom

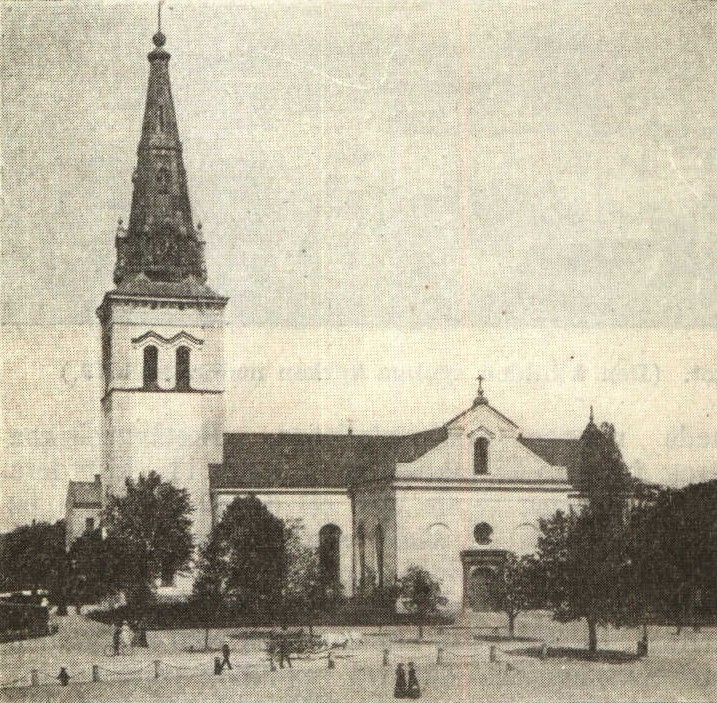
Der wieder aufgebaute Turm und die Giebel nach dem Brand 1865

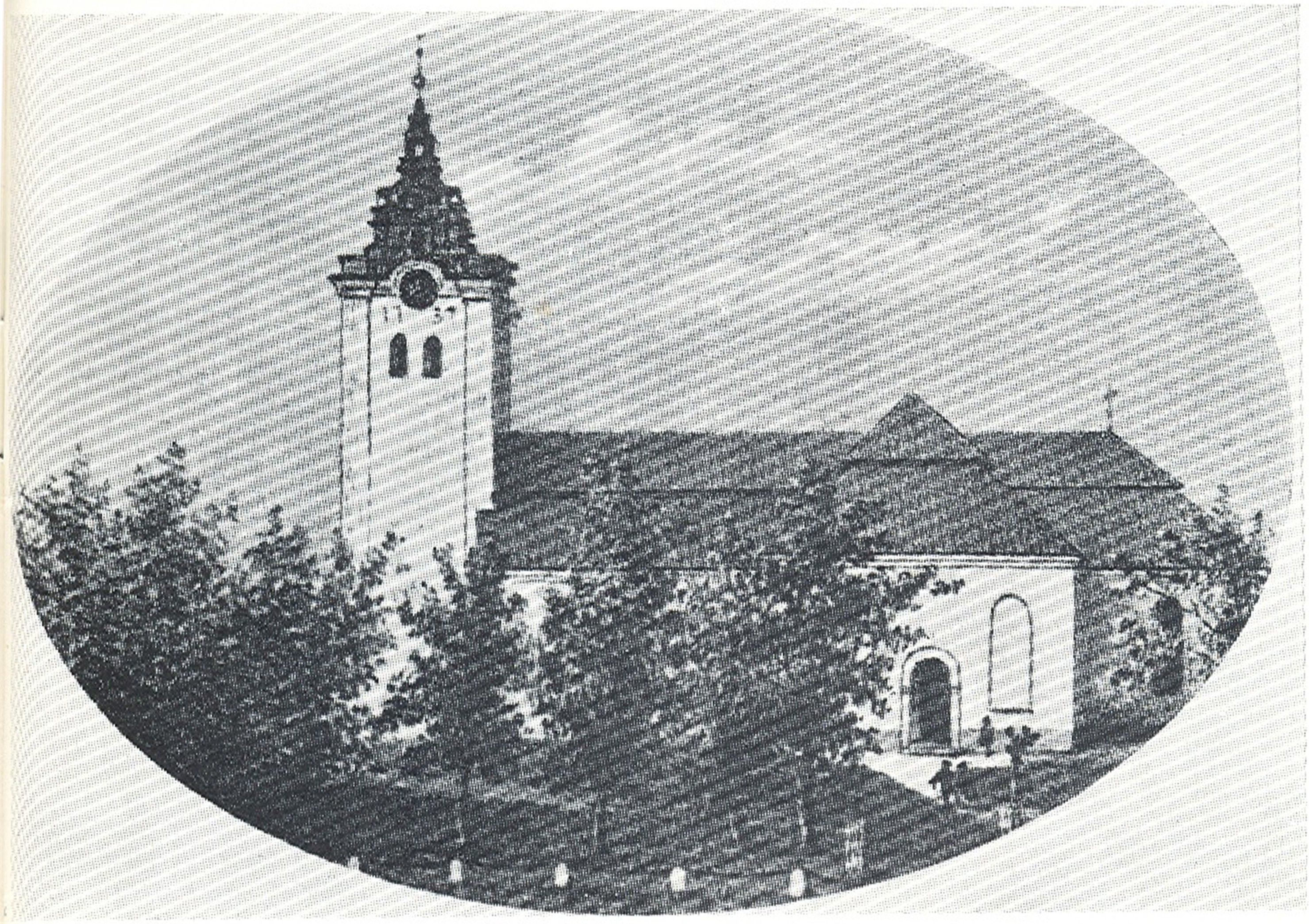
Der Dom vor dem Stadtbrand 1865

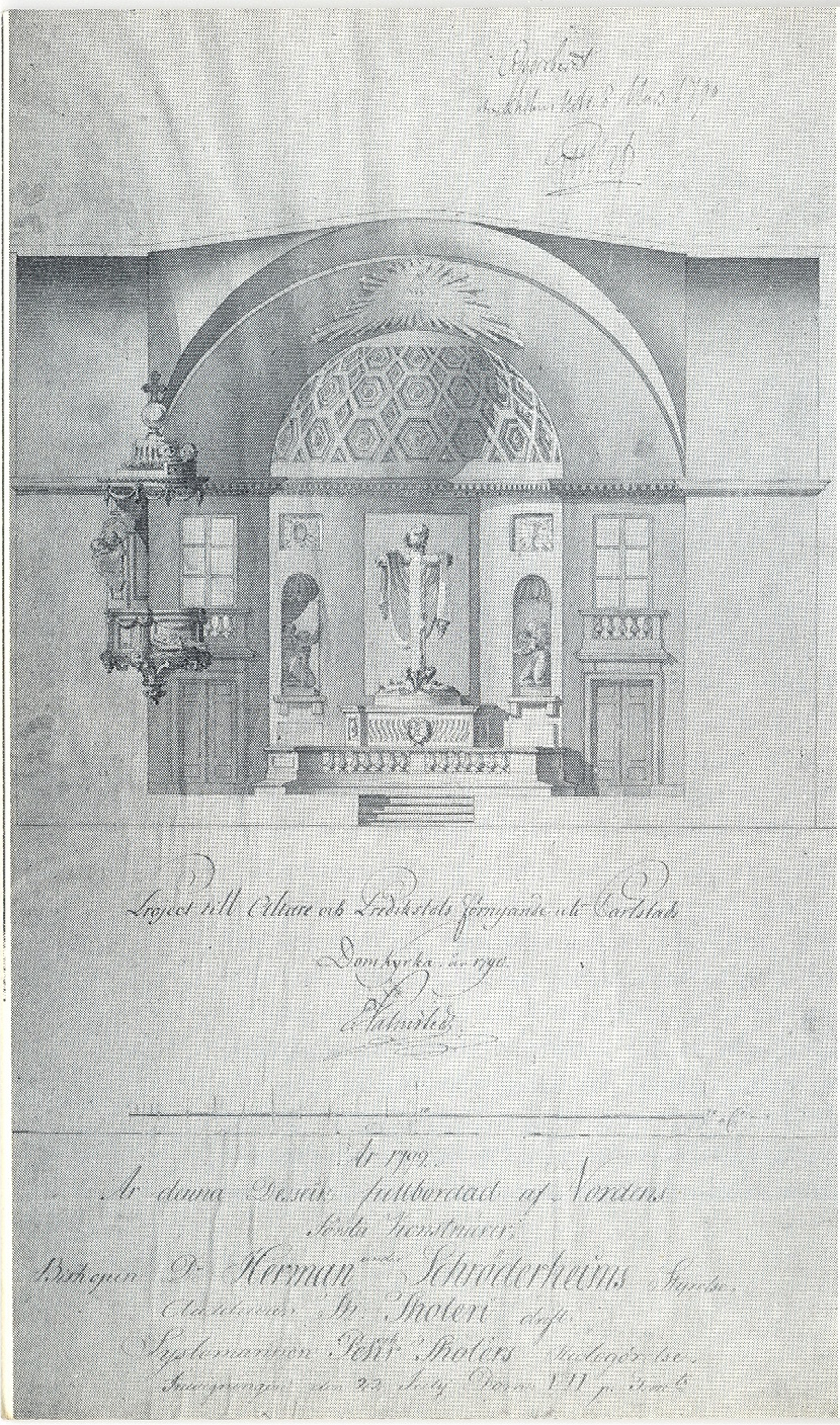
Der Plan des neuen Chores von Architect Erik Palmstedt 1790. Die Unterschrift des Königs Gustav III. ist sichtbar zuoberst auf dem Dokument

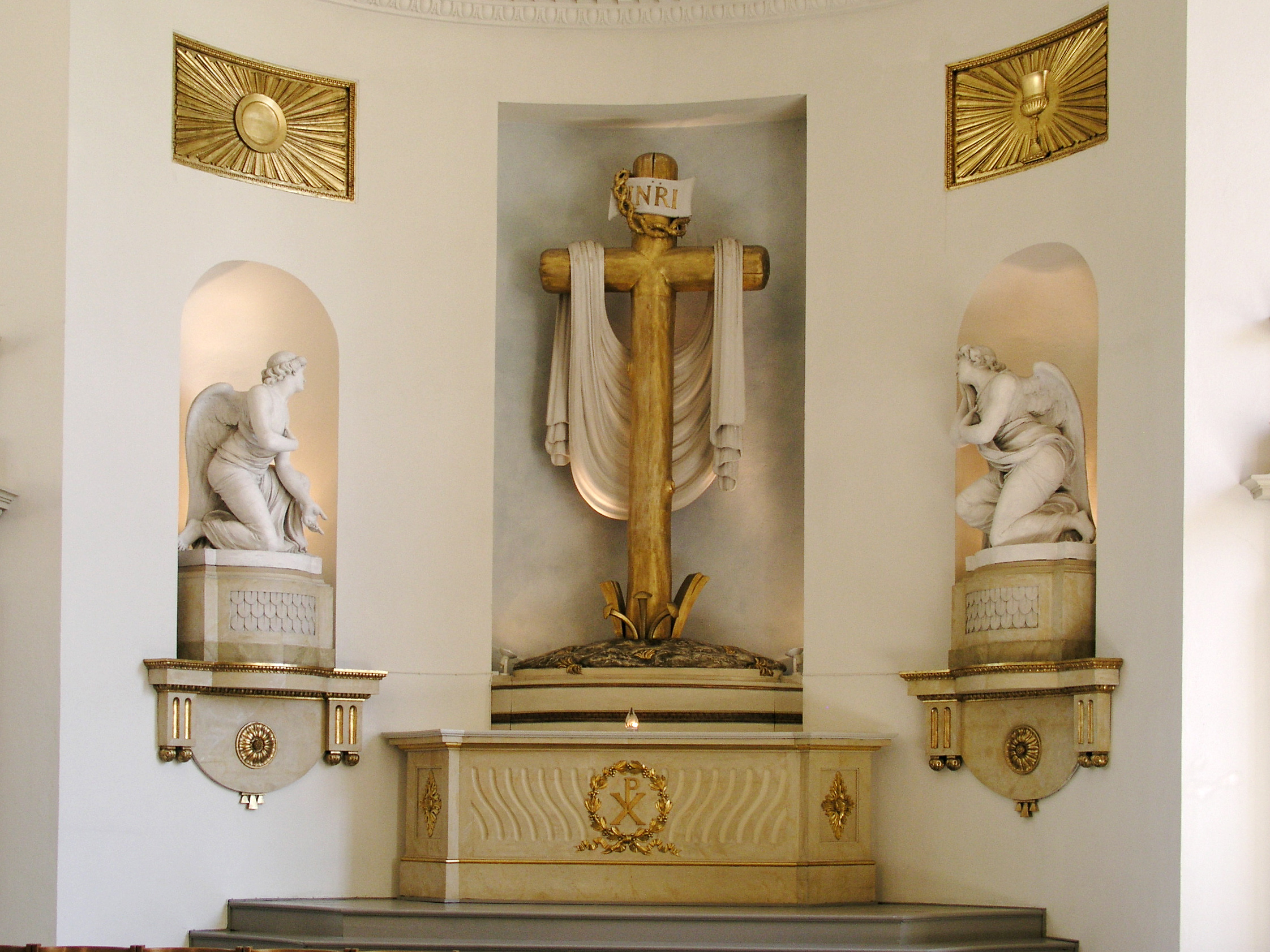
Der alte Altar mit Engeln von Sergel

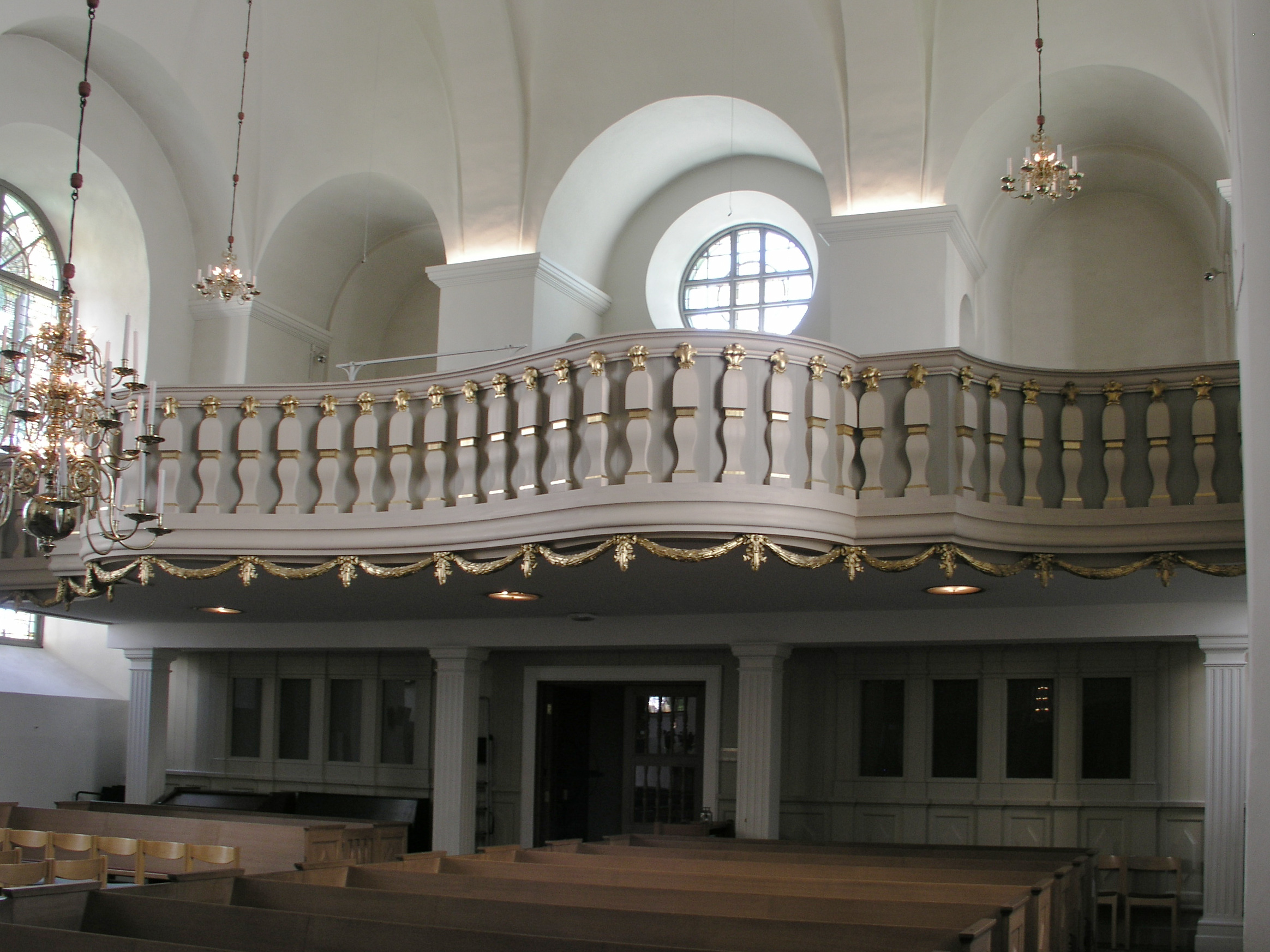
Eine der Emporen im Querschiff

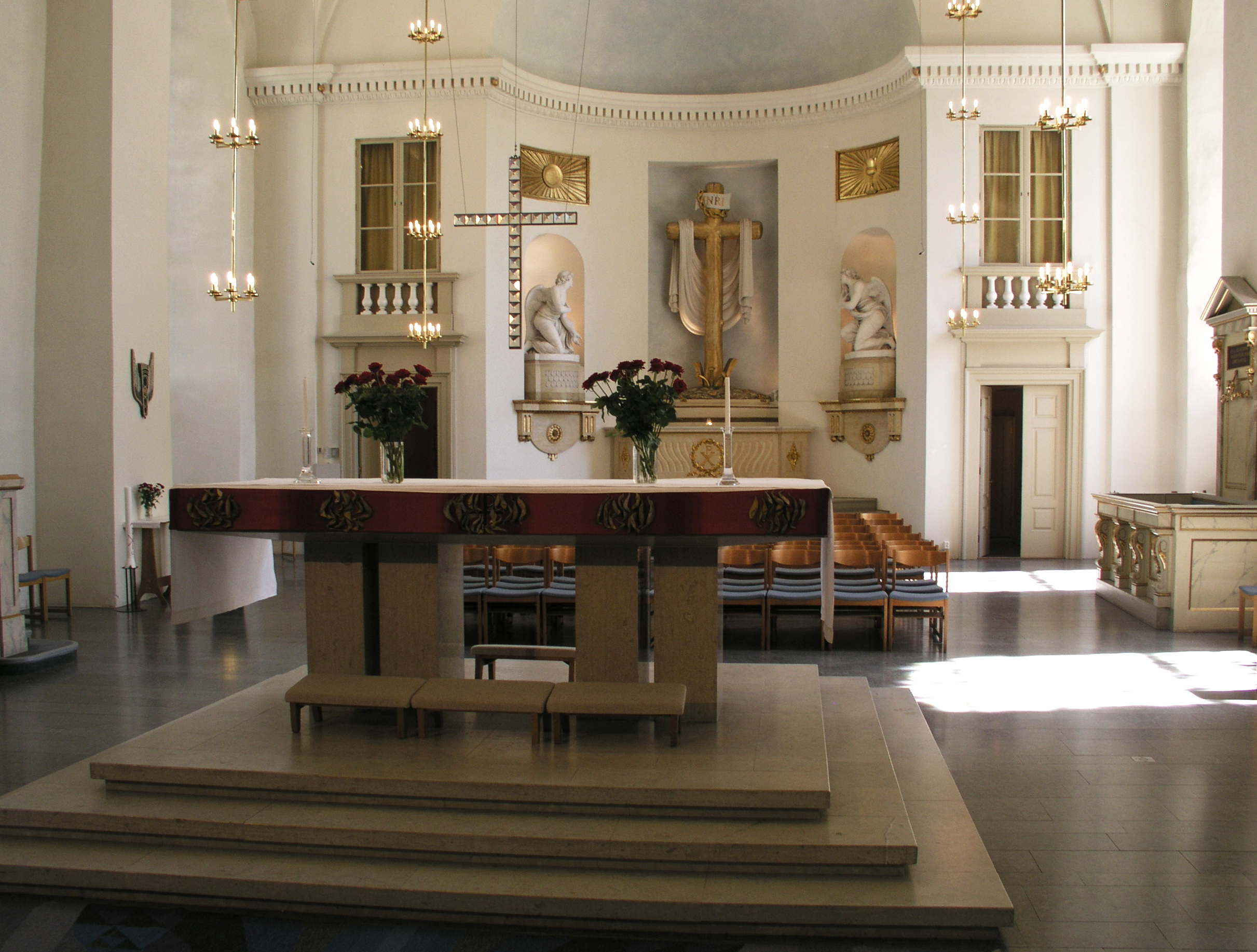
Moderner Altar vor dem alten

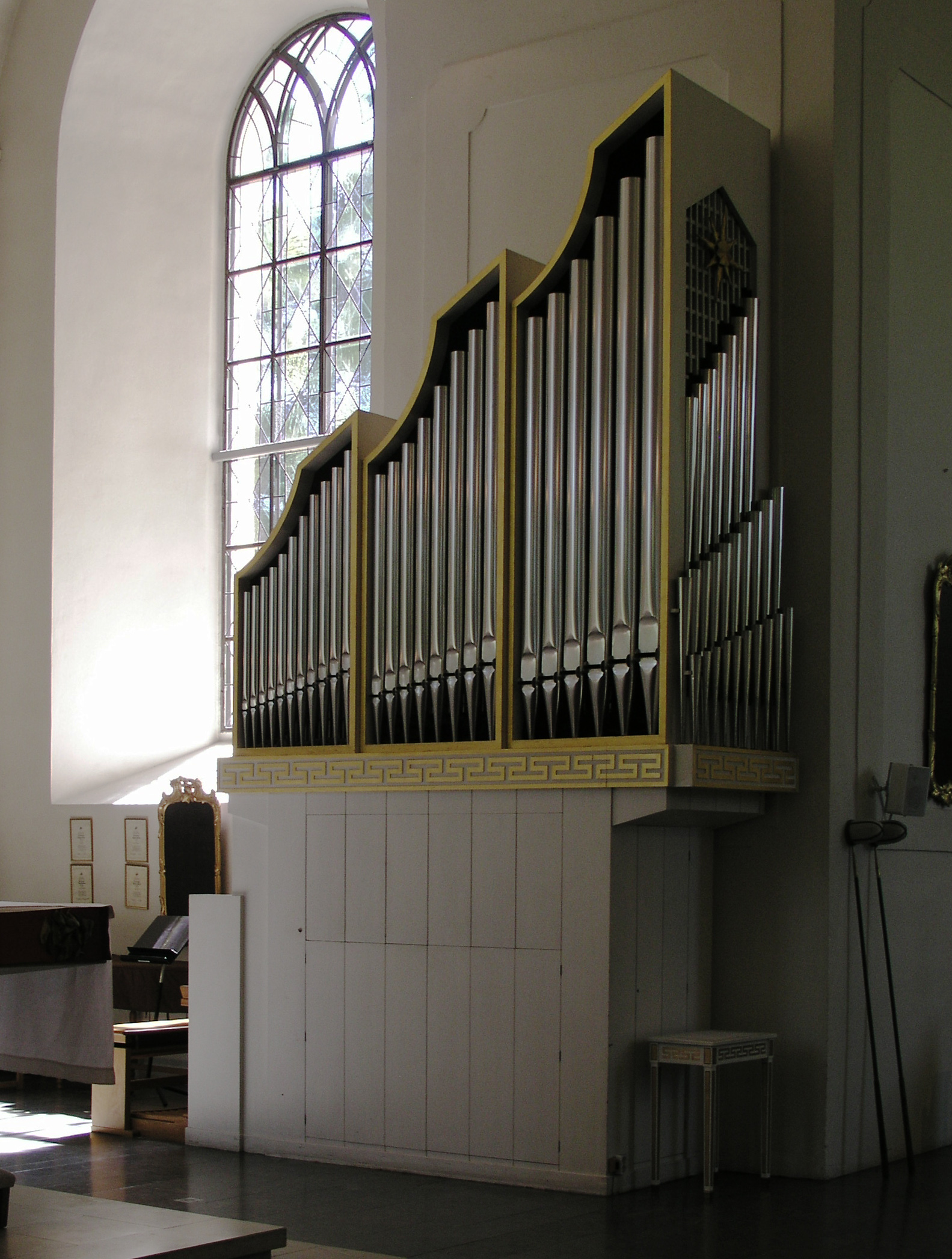
Die Chororgel

### Baugeschichte und Baubeschreibung
Nachdem die zweite Kirche niederbrannte, errichtete man in den Jahren 1723 bis 1730 eine neue, dritte Kirche auf Tingvallaön. Am 2. Juli 1730 wurde diese eingeweiht. Die Kirche wurde an dieser Stelle gebaut, weil man der Meinung war, dass ein hohes Überschwemmungsrisiko bestand und der Baugrund nachgeben könnte, zudem meinte man, dass auf dem Hügel das Brandrisiko geringer wäre.
Die Kirche wurde durch Christian Haller, einen Baumeister aus Sachsen, der 1720 nach Karlstad kam, im strikten barocken Stil errichtet. Ursprünglich folgte das Äußere noch strenger dem Barockstil, weist seit 1865 aber auch neoklassizistische Züge auf. Die Fenster sind rundbogig ausgeführt. Die Kirche hatte zunächst noch nicht den Westturm, sondern wurde als streng regelmäßige Zentralkirche in der Form eines griechischen Kreuzes errichtet; der Glockenstapel stand daneben. Zwei hohe rundbogige Fenster auf jeder Seite der Kreuzarme ließen Licht ins Innere. In der Mitte des Kreuzes stand ein ca. zehn Meter hoher Holzturm, der 1792 einstürzte. Zeichnungen für die Kathedrale wurde nicht gefunden, aber Dokumente zeigen, dass Haller mit Jonas Fristedt aus Stockholm in Verbindung stand, dem Baumeister der Kungsholms-Kirche in Stockholm, die viele Ähnlichkeiten mit der ursprünglichen Domkirche Karlstads aufweist.
Der östliche Kreuzarm war ursprünglich aufgeteilt in eine Sakristei mit zwei Räumen, und einen Chor im Kirchenraum. Die beiden Teile waren voneinander durch eine drei Meter hohe Wand getrennt. Über der Sakristei und auch im Westteil befand sich eine Empore. In den 1750er und 1760er Jahren wurden Emporen auch in den südlichen und nördlichen Kreuzarmen gebaut.
In den Jahren 1735 bis 1737 wurde ein kräftiger Kirchturm im Westen angebaut. Die Glocken wurden aus dem alten Glockenstapel, der abgerissen wurde, in den Turm gebracht. Mit dem Turmbau wurde die ursprüngliche Planung des griechischen Kreuzes aufgegeben. An der Westfassade des Turms wurde mit schmiedeeisernen Ziffern das Jahr 1737 abgebildet. Der Turm hatte zunächst ein mit Brettern gedecktes Dach mit einer Kugel an der Spitze. Das Dach und der hölzerne Dachstuhl des Turms brannten 1752 ab. 1757 wurde der Turm wiederhergestellt und eine barocke Kuppe aufgesetzt, mit einer kleinen so genannten Laterne als Abschluss. Das Erscheinungsbild wurde 1794 leicht verändert. In die Mauer unterhalb der Turmuhr waren zwei kleine Öffnungen als Tondurchlässe für das Geläut eingebaut, ohne Friese und Borde, so wie es der neoklassizistische Turm heute hat.
Auf Anordnung von Gustav III. schuf der Architekt Erik Palmstedt 1793 eine neue Chorausstattung mit Altar, Kanzel, Bischofsbank und Cathedra, die letztere finanziert durch Bischof Herman Schröderheim. Der neue Altar bekam auch eine neue runde Apsis. Die Apsis enthält ein Kreuz und zwei Engeln und den Altartisch aus Stein. Die Engel wurden vom Bildhauer Johan Tobias Sergel gefertigt. Zwei Fenster wurden anstelle der Empore über der Sakristei eingezogen.
Das Dach und der Turm der Domkirche wurden im großen Stadtbrand am 2. Juli 1865 zerstört. Die Glocken schmolzen oder fielen auf das Gewölbe des Wappenhauses und rissen dort ein großes Loch. Die übrigen Gewölbe blieben vollständig erhalten, aber der Kirchenraum wurde vom Rauch beschädigt. Nach dem Brand wurde die Sicherheit det Gewölbe von einem Architekten untersucht. Die Innenräume und sogar die empfindlichen Orgel hatten das Feuer und dessen Hitze überstanden. Die Restaurierung kam erst in den späten 1870er Jahren Ingange, als die Gemälde gealtert waren und die Farbe anfing abzublättern. Dabei wurden auch Öfen eingebaut; die Kirche hatte zuvor keine Heizung.
Nach dem Brand wurde der Turm in dem aktuellen neoklassizistischen Aussehen vom Architekten Albert Törnqvist entworfen. Der Turm erhielt eine hohe Spitze mit der eingelassenen Uhr sowie neue Glocken. Jeder Kreuzarm erhielt neue Köpfe im Stil des neuen Turms, mit großen rundbogigen Dachgeschoss-Fensters außer im Westen, wo der Turm steht. Ende 1890 erhielt die Kirche auch bemalte Chorfenster.

### Jüngere Geschichte
Von 1915 bis 1916 wurde die Kirche restauriert und der so genannte Zahnschnitt des Chores unter dem Gewölbe der gesamten Kirche verlängert. Die Kirche bekam dadurch ein jüngeres Erscheinungsbild, als sei sie aus den 1790er Jahren. Gleichzeitig wurde die Wandmalerei renoviert. Die Kirche erhielt ebenso ein neues Gestühl, das heute noch erhalten ist. Alle Fenster, außer der Fenster im Chor, erhielten Ornamente und Fensterglas mit Inschrift.
Von 1956 bis 1957 wurde eine große neue Sakristei über zwei Etagen im Osten gebaut. Der Bau war seit der Restaurierung 1915 geplant. Die Idee des griechischen Kreuzes, Grundidee der ursprünglichen Kirche, wurde aufgegeben. Allerdings sind die Kreuze längenmäßig symmetrischer als zuvor.
In den Jahren 1965 bis 1967 wurde das Innere der Kirche restauriert, wobei der Zahnschnitt von 1915 wieder teilweise entfernt und ein neuer Steinfußboden gelegt wurde. Eine weitere Renovierung wurde im Jahr 1998 durchgeführt. Dabei erhielt der Turm neuen Bronzeplatten.

### Bilder des heutigen Exterieurs

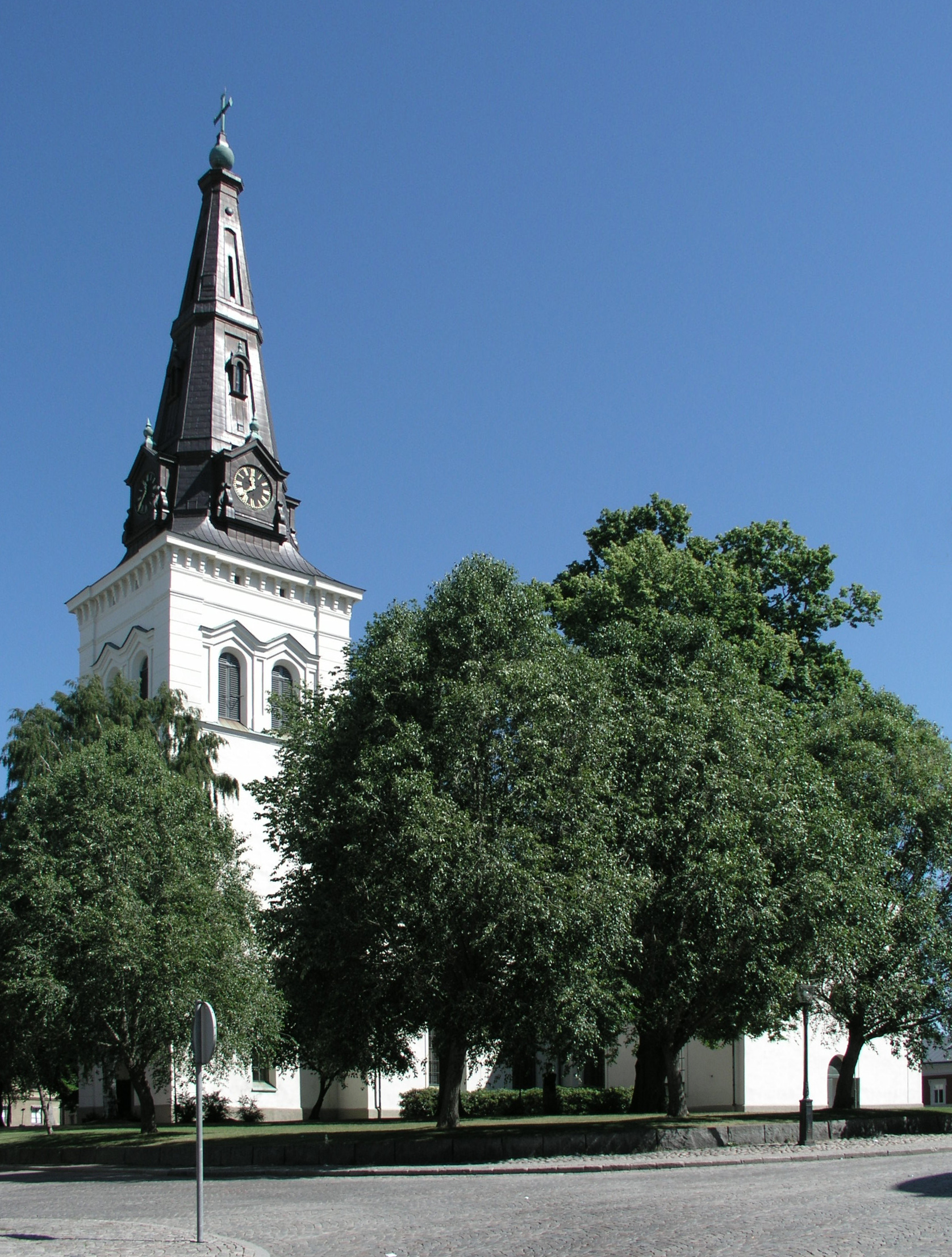
Der Dom von Südwesten
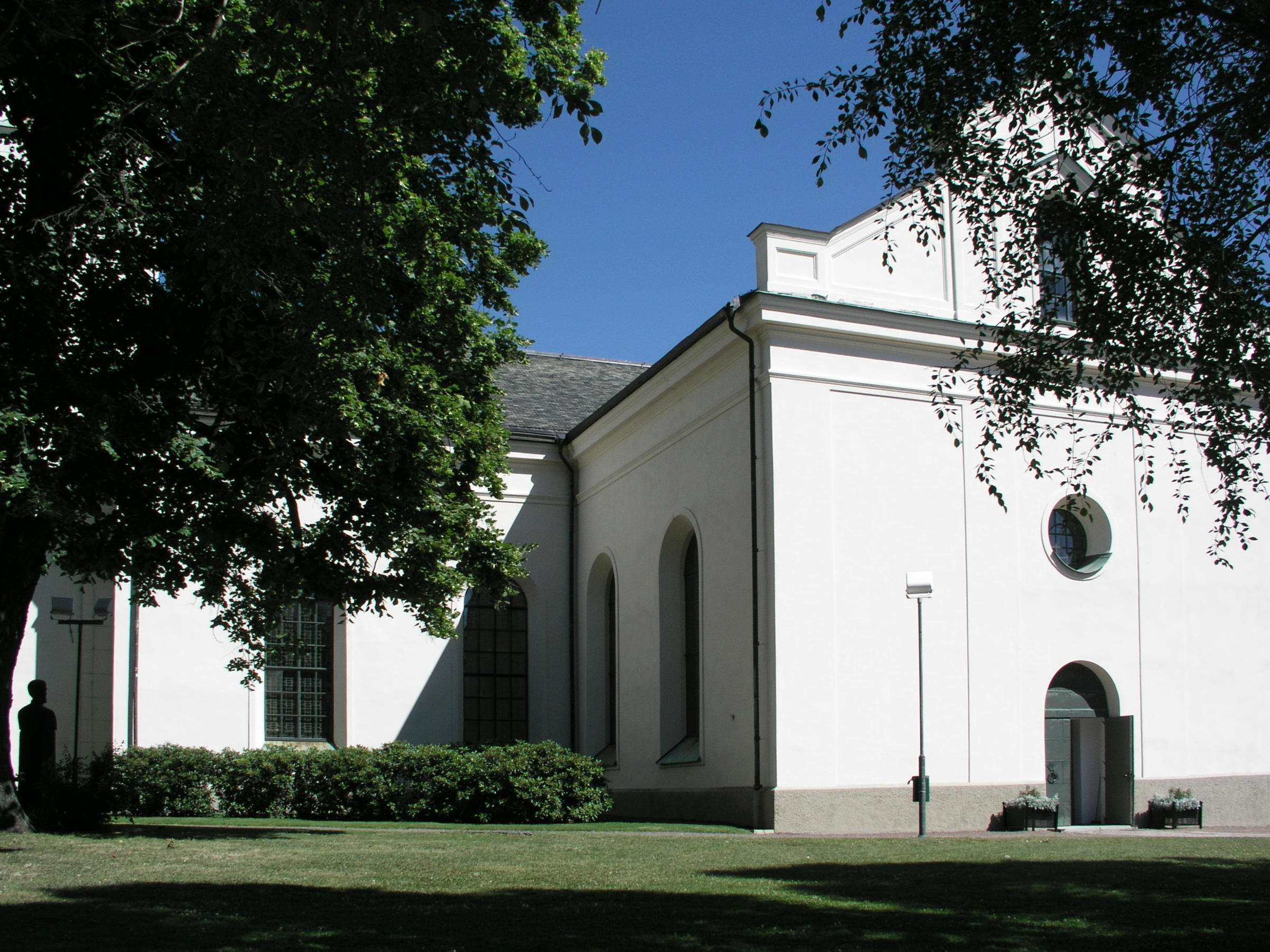
Südlicher Kreuzarm
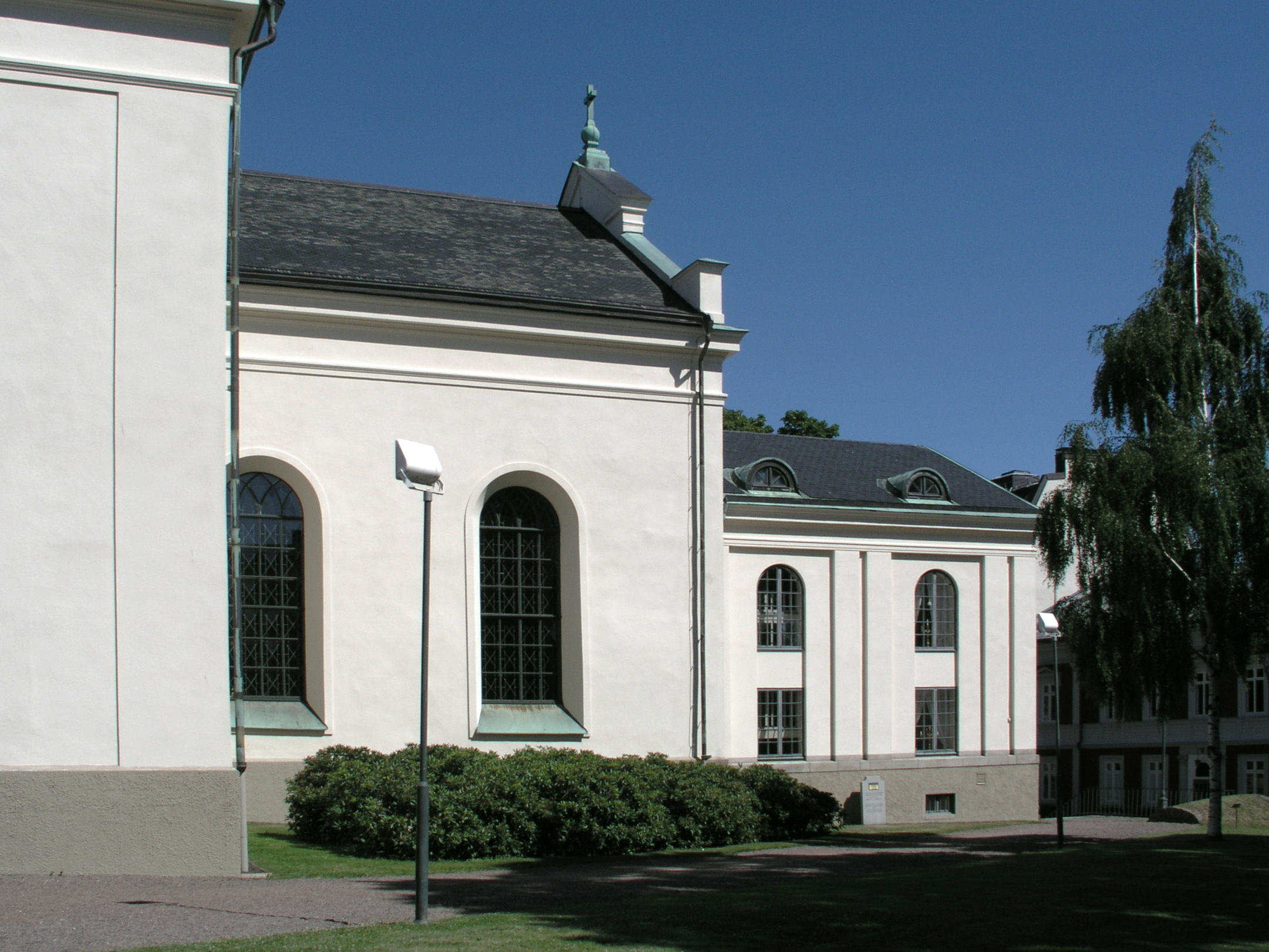
Die neue Sakristei von 1957 (rechts)

## Orgel
Die große Orgel im Westen verfügt über 65 Register und ist von Magnus Sons (Göteborg) gefertigt worden.
| I Rückpositiv C– |        |
| Principal        | 8′     |
| Gedackt          | 8′     |
| Kvintadena       | 8′     |
| Prestant         | 4′     |
| Koppelflöjt      | 4′     |
| Kvinta           | 2 ⁄3′  |
| Doublette        | 2′     |
| Ters             | 1 3⁄5′ |
| Scharf IV        |        |
| Krumhorn         | 8′     |
| Tremulant        |        |

| II Hauptwerk C–  |        |
| Pommer           | 16′    |
| Principal        | 8′     |
| Rörflöjt         | 8′     |
| Kvinta           | 5 1⁄3′ |
| Oktava           | 4′     |
| Blockflöjt       | 4′     |
| Ters             | 3 1⁄5′ |
| Nasard           | 2 ⁄3′  |
| Oktava           | 2′     |
| Quarte de Nasard | 2′     |
| Ters             | 1 3⁄5′ |
| Mixtur VI        |        |
| Trumpet          | 16′    |
| Trumpet          | 8′     |

| III Schwellwerk C– |       |
| Gedackt            | 16′   |
| Principal          | 8′    |
| Borduna            | 8′    |
| Gamba              | 8′    |
| Schwebung          | 8′    |
| Oktava             | 4′    |
| Flöjt oktaviant    | 4′    |
| Nasard             | 2 ⁄3′ |
| Oktava             | 2′    |
| Blockflöjt         | 2′    |
| Mixtur V           |       |
| Fagott             | 16′   |
| Oboe               | 8′    |
| Clarion            | 4′    |
| Tremulant          |       |

| IV Oberwerk C– |       |
| Gedackt        | 8′    |
| Fugara         | 8′    |
| Principal      | 4′    |
| Rörflöjt       | 4′    |
| Oktava         | 2′    |
| Täckflöjt      | 2′    |
| Sifflöjt       | 1 ⁄3′ |
| Oktava         | 1′    |
| Rauschpipa II  |       |
| Cymbel III     |       |
| Rankett        | 16′   |
| Musette        | 8′    |
| Tremulant      |       |

| V Echowerk C– |    |
| Cornett V     |    |
| Trumpet       | 8′ |
| Vox Humana    | 8′ |
| Tremulant     |    |

| Pedalwerk C– |         |
| Principal    | 16′     |
| Subbas       | 16′     |
| Kvinta       | 10 2⁄3′ |
| Oktava       | 8′      |
| Gedackt      | 8′      |
| Oktava       | 4′      |
| Täckflöjt    | 4′      |
| Nachthorn    | 2′      |
| Mixtur V     |         |
| Basun        | 16′     |
| Trumpet      | 8′      |
| Trumpet      | 4′      |

- Koppeln: I/II, III/II, I/P, II/P, III/P

Aus der alten Kirche erhalten ist ein schwarzes Gewand mit silbernen Stickereien von 1730 sowie eines von 1987. Darüber hinaus gibt es weitere Kasel und einige weitere bedeutende Ausstattungsgegenstände.